# Svømning under sommer-OL 1924
Svømning under sommer-OL 1924. Svømning var med for syvende gang på det olympiske program i Paris 1924. Der blev konkurreret i elleve svømmediscipliner, seks for mænd og fem for damer. USA blev bedste nation med ni guldmedaljer og Johnny Weissmuller vandt tre olympiske titler.

## Medaljer
| Svømning 1924 Paris | Svømning 1924 Paris  | Svømning 1924 Paris | Svømning 1924 Paris | Svømning 1924 Paris | Svømning 1924 Paris |
| ------------------- | -------------------- | ------------------- | ------------------- | ------------------- | ------------------- |
| Nr.                 | Land                 | Guld                | Sølv                | Bronze              | Totalt              |
| 1.                  | USA (USA)            | 9                   | 5                   | 5                   | 19                  |
| 2.                  | Storbritannien (GBR) | 1                   | 2                   | 1                   | 4                   |
| 3.                  | Australien (AUS)     | 1                   | 1                   | 2                   | 4                   |
| 4.                  | Sverige (SWE)        | 0                   | 2                   | 2                   | 4                   |
| 5.                  | Belgien (BEL)        | 0                   | 1                   | 0                   | 1                   |
| 6.                  | Ungarn (HUN)         | 0                   | 0                   | 1                   | 1                   |
| Totalt              | Totalt               | 11                  | 11                  | 11                  | 33                  |

## Herrer

### 100 m fri
| Plads | Udøver             | Land | Tid     |
| ----- | ------------------ | ---- | ------- |
| 1.    | Johnny Weissmuller | USA  | 59,0 OR |
| 2.    | Duke Kahanamoku    | USA  | 1.01,4  |
| 3.    | Samuel Kahanamoku  | USA  | 1.01,8  |
| 4.    | Arne Borg          | SWE  | 1.02,0  |
| 5.    | Katsuo Takaishi    | JPN  | 1.03,0  |
| 6.    | Orvar Trolle       | SWE  |         |

### 400 m fri
| Plads | Udøver             | Land | Tid       |
| ----- | ------------------ | ---- | --------- |
| 1.    | Johnny Weissmuller | USA  | 5.04,2 OR |
| 2.    | Arne Borg          | SWE  | 5.05,6    |
| 3.    | Boy Charlton       | AUS  | 5.06,6    |
| 4.    | Åke Borg           | SWE  | 5.26,0    |
| 5.    | John Hatfield      | GBR  | 5.32,0    |
| 6.    | Lester Smith       | USA  |           |

### 1500 m fri
| Plads | Udøver            | Land | Tid        |
| ----- | ----------------- | ---- | ---------- |
| 1.    | Boy Charlton      | AUS  | 20.06,6 VR |
| 2.    | Arne Borg         | SWE  | 20.41,4    |
| 3.    | Frank Beaurepaire | AUS  | 21.48,4    |
| 4.    | John Hatfield     | GBR  | 21.55,6    |
| 5.    | Katsuo Takaishi   | JPN  | 22.10,4    |
| 6.    | Åke Borg          | SWE  |            |

### 100 m ryg
| Plads | Udøver              | Land | Tid       |
| ----- | ------------------- | ---- | --------- |
| 1.    | Warren Paoa Kealoha | USA  | 1.13,2 OR |
| 2.    | Paul Wyatt          | USA  | 1.15,4    |
| 3.    | Károly Bartha       | HUN  | 1.17,8    |
| 4     | Gérard Blitz        | BEL  | 1.19,6    |
| 5.    | Austin Rawlinson    | GBR  | 1.20,0    |
| 6.    | Giyo Saito          | JPN  |           |

### 200 m bryst
| Plads | Udøver             | Land | Tid    |
| ----- | ------------------ | ---- | ------ |
| 1.    | Robert Skelton     | USA  | 2.56,6 |
| 2.    | Joseph De Combe    | BEL  | 2.59,2 |
| 3.    | William Kirschbaum | USA  | 3.01,0 |
| 4.    | Bengt Linders      | SWE  | 3.02,2 |
| 5.    | Robert Wyss        | SUI  | 3.05,6 |
| 6.    | Thor Henning       | SWE  |        |

Robert Skelton satte olympisk rekord i indledende runde med tiden 2.56,0.

### 4x200 m fri
| Plads | Utøvers                                                                       | Land | Tid       |
| ----- | ----------------------------------------------------------------------------- | ---- | --------- |
| 1.    | James O'Connor Harrison Glancy Ralph Breyer Johnny Weissmuller                | USA  | 9.53,4 VR |
| 2.    | Maurice Christie Ernest Henry Frank Beaurepaire Boy Charlton                  | AUS  | 10.02,2   |
| 3.    | Georg Werner Orvar Trolle Åke Borg Arne Borg                                  | SWE  | 10.06,8   |
| 4.    | Torahiko Miyahata Katsuo Takaishi Kazuo Noda Kazuo Onoda                      | JPN  | 10.15,2   |
| 5.    | John Thomson Albert Dicken Harold Annison Edward Percival Peter Leslie Savage | GBR  | 10.29,4   |
| 6.    | Guy Middleton Henri Padou Edouard Van Zeveren Emile Zeibig                    | FRA  |           |

## Damer

### 100 m fri
| Plads | Udøver             | Land | Tid    |
| ----- | ------------------ | ---- | ------ |
| 1.    | Ethel Lackie       | USA  | 1.12,4 |
| 2.    | Mariechen Wehselau | USA  | 1.12,8 |
| 3.    | Gertrude Ederle    | USA  | 1.14,2 |
| 4.    | Constance Jeans    | GBR  | 1.15,4 |
| 5.    | Irene Tanner       | GBR  | 1.20,8 |
| 6.    | Marie Vierdag      | NED  |        |

Mariechen Wehselau satte verdensrekord i de indledende runder med tiden 1.12,2

### 400 m fri
| Plads | Udøver           | Land | Tid       |
| ----- | ---------------- | ---- | --------- |
| 1.    | Martha Norelius  | USA  | 6.02,2 OR |
| 2.    | Helen Wainwright | USA  | 6.03,8    |
| 3.    | Gertrude Ederle  | USA  | 6.04,8    |
| 4.    | Doris Molesworth | GBR  | 6.25,4    |
| 5.    | Gwitha Shand     | NZL  |           |
| 6.    | Irene Tanner     | GBR  |           |

### 100 m ryg
| Plads | Udøver            | Land | Tid       |
| ----- | ----------------- | ---- | --------- |
| 1.    | Sybil Bauer       | USA  | 1.23,2 OR |
| 2.    | Phyllis Harding   | GBR  | 1.27,4    |
| 3.    | Aileen Riggin     | USA  | 1.28,2    |
| 4.    | Florence Chambers | USA  | 1.30,8    |
| 5.    | Jarmila Müllerová | TCH  | 1.31,2    |
| 6.    | Ellen King        | GBR  |           |

### 200 m bryst
| Plads | Udøver           | Land | Tid    |
| ----- | ---------------- | ---- | ------ |
| 1.    | Lucy Morton      | GBR  | 3.33,2 |
| 2.    | Agnes Geraghty   | USA  | 3.34,0 |
| 3.    | Gladys Carson    | GBR  | 3.35,4 |
| 4.    | Wivan Pettersson | SWE  | 3.37,6 |
| 5.    | Irene Gilbert    | GBR  | 3.38,0 |
| 6.    | Laure Koster     | LUX  | 3.39,2 |

Agnes Geraghty satte olympisk rekord i den indledende runde med tiden 3.27,6

### 4x100 m fri
| Plads | Utøvers                                                             | Land | Tid       |
| ----- | ------------------------------------------------------------------- | ---- | --------- |
| 1.    | Gertrude Ederle Euphrasia Donnelly Ethel Lackie Mariechen Wehselau  | USA  | 4.58,8 VR |
| 2.    | Florence Barker Grace McKenzie Iris Tanner Constance Jeans          | GBR  | 5.17,0    |
| 3.    | Aina Berg Wivan Pettersson Gurli Ewerlund Hjördis Töpel             | SWE  | 5.35,6    |
| 4.    | Vibeke Møller Hedevig Rasmussen Karen Maud Rasmussen Agnete Olsen   | DEN  | 5.42,4    |
| 5.    | Ernestine Lebrun Gilberte Mortier Bibienna Pellegry Mariette Protin | FRA  | 5.43,4    |
| 6.    | Marie Baron Ada Bolten Truus Klapwijk Marie Vierdag                 | NED  | 5.45,8    |